# ميت عند الوصول
يُشير مصطلح ميت عند الوصول (DOA)، أيضًا ميت في الميدان أو أُحضر ميتًا أو متوفِ قبل وصوله، إلى أنه تم العثور على المريض ميتًا سريريًا عند وصول المساعدة الطبية المهنية، غالبًا في شكل مستجيبين أوليين مثل الطوارئ الطبية والمسعفين أو الشرطة.
في بعض الولايات القضائية، يجب على المستجيبين الأوائل التشاور شفهيًا مع الطبيب قبل الإعلان رسميًا عن وفاة المريض، ولكن بمجرد بدء الإنعاش القلبي الرئوي، يجب أن يستمر حتى يتمكن الطبيب من إعلان وفاة المريض. قد يعني الموت عند الوصول أيضًا أن الشخص يقول من قبل الطبيب أنه مات عند وصوله إلى المستشفى أو غرفة الطوارئ أو العيادة أو الجناح. يمكن إعلان وفاة الشخص عند الوصول إذا تبين أن الإنعاش القلبي الرئوي أو الإنعاش من الفم إلى الفم غير مجدٍ.

## دلالات موت المريض عند وصوله
عند تقديمها مع المريض، يُطلب من المهنيين الطبيين إجراء الإنعاش القلبي الرئوي (CPR) ما لم يتم استيفاء شروط معينة تسمح لهم بإعلان وفاة المريض. في معظم الأماكن، هذه أمثلة على هذه المعايير:
- إصابات لا تتوافق مع الحياة. وتشمل هذه، على سبيل المثال لا الحصر، قطع الرأس، أو صدمة الدماغ الكارثية، أو الحرق، أو قطع الجسم، أو الإصابات التي لا تسمح بالإدارة الفعالة للإنعاش القلبي الرئوي. إذا تعرض المريض لمثل هذه الإصابات، فيجب أن يكون واضحًا بشكل بديهي أن المريض غير قادر على البقاء.
- تَيَبُّس الجُثَّة، مما يشير إلى أن المريض قد مات منذ بضع ساعات على الأقل. قد يكون من الصعب أحيانًا تحديد الموت الصادق، لذلك غالبًا ما يتم الإبلاغ عنه مع عوامل محددة أخرى.
- تحلل واضح.
- لون الجثة، يشير إلى أن الجسم كان عديم النبض وفي نفس الوضع لفترة كافية ليغرق الدم ويتجمع داخل الجسم، مما يؤدي إلى تغيرات في اللون الأرجواني في أدنى نقاط الجسم (فيما يتعلق بالجاذبية).
- ولادة ميتة. إذا أمكن تحديد موت الرضيع دون أدنى شك قبل الولادة، كما يتضح من ظهور بثور جلدية ورأس ناعم بشكل غير عادي ورائحة كريهة للغاية، فلا ينبغي محاولة الإنعاش. إذا كان هناك أدنى أمل في أن الرضيع قادر على البقاء، فيجب البدء في الإنعاش القلبي الرئوي؛ تؤكد بعض الولايات القضائية أنه يجب محاولة جهود إنقاذ الأرواح على جميع الأطفال لطمأنة الوالدين بأن جميع الإجراءات الممكنة قد تم تنفيذها لإنقاذ أطفالهم، وهي إجراءات غير مجدية كما قد يعرفهم الأطباء.
- تحديد أوامر بعدم الإنعاش.

قد لا تكون هذه القائمة صورة شاملة للممارسة الطبية في جميع الولايات القضائية أو الظروف. على سبيل المثال، قد لا يمثل معيار الرعاية للمرضى المصابين بأمراض مستعصية مثل السرطان المتقدم. بالإضافة إلى ذلك، تسمح الولايات القضائية مثل تكساس بسحب الرعاية الطبية من المرضى الذين من غير المرجح أن يتعافوا.
بغض النظر عن المريض، يجب دائمًا إصدار إعلان الوفاة بيقين مطلق وفقط بعد التأكد من أن المريض ليس مرشحًا للإنعاش. هذا النوع من القرار حساس إلى حد ما وقد يكون من الصعب اتخاذه.
تختلف التعاريف القانونية للوفاة من مكان إلى آخر؛  على سبيل المثال، موت جذع الدماغ الذي لا رجعة فيه، والموت السريري المطول، وما إلى ذلك.